# Galån
Der Galån im südlichen Jämtland ist ein Bergfluss, der vom Oviksfjäll in den Ljungan zwischen den Seen (Stor-)Börtnen und Lill-Börtnen fließt. Er passiert unter anderem die Almen Västra Galåbodarna und Östra Galåbodarna.